# Shyam Benegal

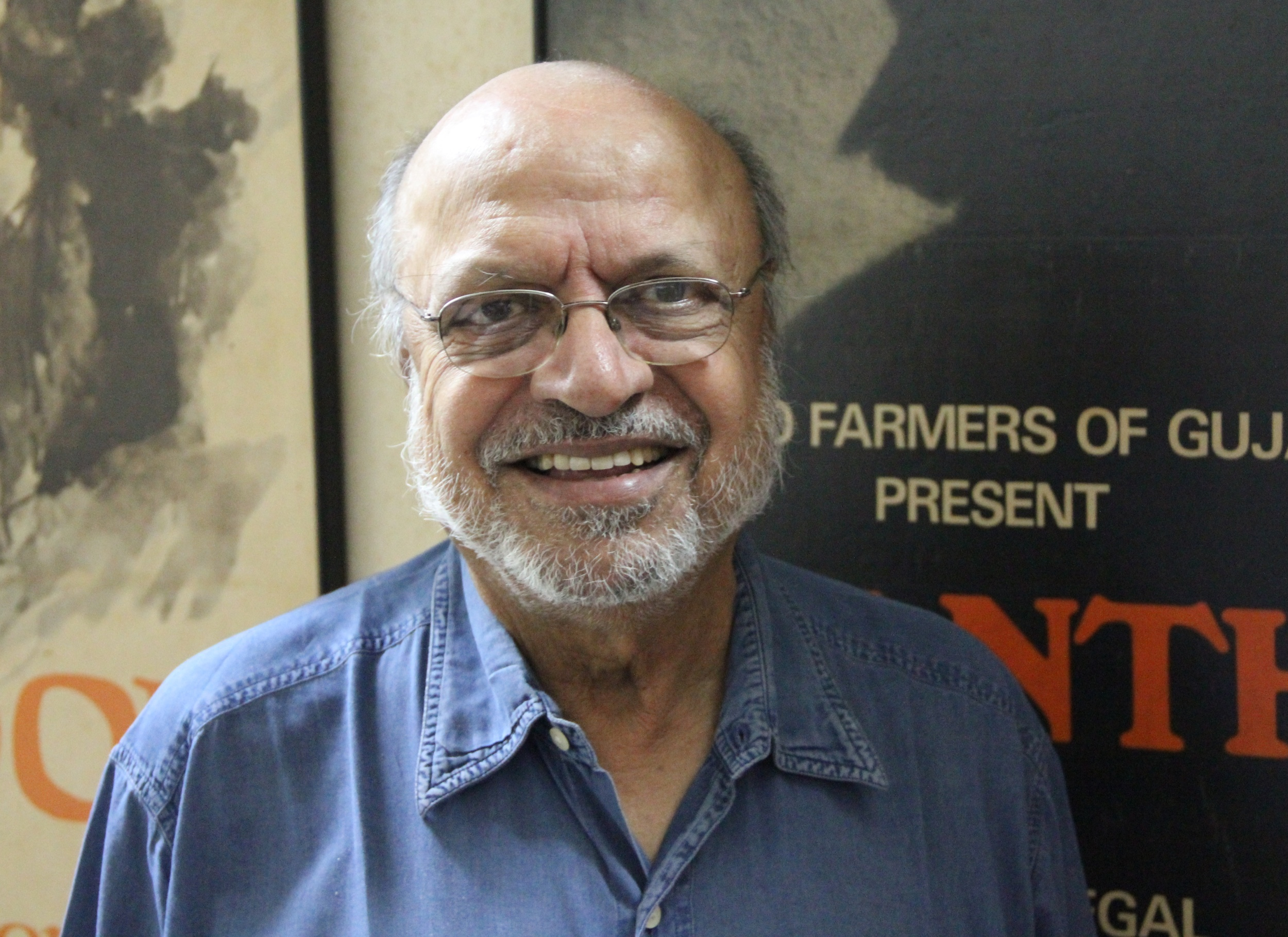
Benegal in Mumbai im Jahr 2010

Shyam Benegal (* 14. Dezember 1934 in Aliwal, Hyderabad; † 23. Dezember 2024 in Mumbai) war ein indischer Filmregisseur. Er zählte zu Indiens führenden Autorenfilmern und stand trotz seines ausgeprägten Personalstils sowohl in der Tradition des kommerziellen Unterhaltungsfilms der Bollywood-Filmindustrie als auch der des künstlerisch ambitionierten Hindi-Films.

## Leben und Werk
Sein Regiedebüt hatte Shyam Benegal 1962 mit Gher Betha Ganga, erlangte jedoch erst große Bekanntheit mit den Filmen Ankur (1974), Nishant (1975) und Manthan (1976), alle mit der Schauspielerin Shabana Azmi in der Hauptrolle. In ihnen beschäftigt er sich mit der feudalen indischen Gesellschaft in seiner Heimat Andhra Pradesh und insbesondere mit der Rolle der Frau. Diese erste Phase seines Schaffens zählt zur Bewegung des New Indian Cinema, die den Realismus auf die Leinwand brachte. Charaktere wie korrupte Beamte und Politiker, ausbeuterische Landbesitzer und einfache Dorfbewohner sowie Frauen der untersten Gesellschaftsschichten kehren in Benegals frühen Filmen regelmäßig wieder. Shyam Benegal drehte mit Smita Patil, Naseeruddin Shah, Om Puri, Shashi Kapoor, Kulbhushan Kharbanda und Karisma Kapoor, der ersten Riege indischer Schauspieler.
Ab den 1980er Jahren wandte sich Benegal mehr historischen Themen zu und verfilmte 1988 unter dem Titel Bharat ek khoj Jawaharlal Nehrus Abriss der indischen Geschichte The Discovery of India in einer 53-teiligen Fernsehserie. Er drehte auch Dokumentationen über Satyajit Ray (1984), Nehru (1983) und über die frühen Jahre Gandhis in Südafrika (The Making of the Mahatma, 1996). 
Er besaß eine eigene Produktionsfirma in Mumbai. Für seine Verfilmung eines Teiles der Biografie von Subhash Chandra Bose drehte Benegal auch in Deutschland mit Udo Schenk als Adolf Hitler.
Shyam Benegal starb im Dezember 2024 neun Tage nach seinem 90. Geburtstag in Mumbai.

## Auszeichnungen
Die indische Regierung verlieh ihm 1976 den Padma Shri und 1991 den Padma Bhushan. Für mehrere seiner Filme erhielt Benegal nationale Filmpreise, für Junoon erhielt er 1979 den Filmfare Award für die Beste Regie. 2007 wurde er mit dem Dadasaheb Phalke Award für das Jahr 2005 ausgezeichnet.

## Filme
- 1974: Charandas Chor
- 1974: Tränen auf heißem Sand (Ankur)
- 1975: Nishant
- 1976: Manthan
- 1977: Die Schauspielerin (Bhumika)
- 1978: Die Zauberwurzel (Kondura)
- 1979: Junoon
- 1980: Kalyug
- 1982: Arohan
- 1983: Mandi
- 1984: Satyajit Ray (Dokumentation)
- 1985: Trikaal
- 1986: Yatra (Fernsehserie)
- 1988: Bharat ek khoj (Fernsehserie)
- 1991: Antarnaad
- 1993: Suraj ka satvan ghoda
- 1994: Mammo
- 1996: Sardari Begum
- 1996: The Making of the Mahatma
- 1999: Samar
- 2000: Hari-Bhari
- 2001: Zubeidaa
- 2004: Netaji Subhash Chandra Bose: Der vergessene Held
- 2008: Welcome to Sajjanpur
- 2009: Well Done Abba!